# Cristóbal Andrade
Cristóbal Patricio Andrade León (Santiago de Chile, 30 de septiembre de 1988) es un mecánico automotriz y político chileno. Desde julio de 2021 se desempeña como convencional constituyente en representación del distrito n° 6, correspondiente a la Región de Valparaíso.

## Familia y estudios
Nació en Santiago de Chile el 30 de septiembre de 1988; es hijo de Pedro Andrade Tapia y de María León Ormazábal. Se define como evangélico.
Realizó sus estudios primarios en la Escuela Consolidada en Puente Alto y terminó la básica en el Fernando Durán Villareal de Quilpué y la educación media en la Escuela Superior Industrial de Valparaíso, egresó en 2006. Posteriormente estudió mecánica automotriz en el Instituto Profesional INACAP sede Valparaíso.

## Trayectoria política y pública
En el año 2006 participó en el movimiento estudiantil y desde 2018 trabaja en la organización social "Cordón Solidario Quilpué", en conjunto con "Somos el Pueblo Quilpué". Es conocido por su personaje «Dino Azulado», que consiste en un disfraz de Tyrannosaurus rex que adquirió durante las protestas del estallido social de 2019, y que es de color azul en referencia a una frase del himno nacional de Chile («Puro Chile, es tu cielo azulado»).
En las elecciones del 15 y 16 de mayo de 2021 se presentó como candidato a la Convención Constitucional por el 6° Distrito, Región de Valparaíso, en calidad de independiente en La Lista del Pueblo. Obtuvo 6767 votos correspondientes a un 2,06 % del total de los sufragios válidamente emitidos, incorporándose a la Convención mediante el mecanismo de corrección de la ley de paridad.

### Convencional constituyente
La propuesta constitucional presentada se basa en un Estado de Derecho Ambiental, Igualitario y Participativo o Estado Constitucional Ambiental Igualitario y Participativo. Entre otros, promueve la igualdad de género, el respeto y reconocimiento de los pueblos indígenas, la protección de las personas adultas mayores y las minorías.
En el proceso de discusión de los reglamentos de la Convención participó en la Comisión Provisoria de Ética. Posteriormente, se incorporó a la Comisión Temática sobre Forma de Estado, Ordenamiento, Autonomía, Descentralización, Equidad, Justicia Territorial, Gobiernos Locales y Organización Fiscal.
El 12 de abril de 2022 anunció su renuncia a La Lista del Pueblo, siendo este el último representante que quedaba de dicho grupo en la Convención Constitucional.

## Historial electoral

### Elecciones de convencionales constituyentes de 2021
- Elecciones de convencionales constituyentes de 2021, para convencional constituyente por el Distrito N° 6 (Cabildo, Calle Larga, Catemu, Hijuelas, La Calera, La Cruz, La Ligua, Limache, Llay Llay, Los Andes, Nogales, Olmué, Panquehue, Papudo, Petorca, Puchuncaví, Putaendo, Quillota, Quilpué, Quintero, Rinconada, San Esteban, San Felipe, Santa María, Villa Alemana y Zapallar).[7]

| Candidato                   | Pacto                          | Partido | Votos  | %    | Resultado    |
| --------------------------- | ------------------------------ | ------- | ------ | ---- | ------------ |
| Carolina Vilches Fuenzalida | Apruebo Dignidad               | ILYQ    | 19 071 | 5.81 | Convencional |
| Benjamín Lorca Inzunza      | Independiente (Fuera de pacto) | Ind.    | 14 833 | 4.52 |              |
| Mariela Serey Jiménez       | Apruebo Dignidad               | ILYQ    | 11 829 | 3.60 | Convencional |
| Lisette Vergara Riquelme    | La Lista del Pueblo            | ILS     | 11 370 | 3.46 | Convencional |
| Ruggero Cozzi Elzo          | Vamos por Chile                | RN      | 10 802 | 3.29 | Convencional |
| Chiara Barchiesi Chávez     | Vamos por Chile                | PRCh    | 10 256 | 3.12 |              |
| Daniel Garrido Quintanilla  | Apruebo Dignidad               | PCCh    | 9 076  | 2.76 |              |
| Janis Meneses Palma         | Mov. Soc. Independientes.      | ILYK    | 8 705  | 2.65 | Convencional |
| Daniela Albornoz Derderian  | Mov. Soc. Independientes.      | ILYK    | 8 287  | 2.52 |              |
| Claudio Gómez Castro        | Lista del Apruebo              | ILYB    | 8 717  | 2.49 | Convencional |
| Carlos Ominami Pascual      | Lista del Apruebo              | ILYB    | 7 613  | 2.32 |              |
| Jorge Correa Sutil          | Lista del Apruebo              | PDC     | 6 840  | 2.08 |              |
| Cristóbal Andrade León      | La Lista del Pueblo            | ILS     | 6 773  | 2.06 | Convencional |